# 滇藏钓樟
滇藏钓樟（学名：Lindera obtusiloba var. heterophylla）为樟科山胡椒属下的一个变种。